# Toronto Titans
Toronto Titans est une équipe de nageurs professionnels basée à Toronto, au Canada, et qui participe à l'International Swimming League depuis 2020.